# 628 Christine
628 Christine este un asteroid din centura principală, descoperit pe 7 martie 1907, de August Kopff.